# Eurytoma hakonensis
Eurytoma hakonensis är en stekelart som beskrevs av William Harris Ashmead 1904. Eurytoma hakonensis ingår i släktet Eurytoma och familjen kragglanssteklar. Inga underarter finns listade i Catalogue of Life.